# Opimocythere
Opimocythere is een geslacht van uitgestorven kreeftachtigen uit de klasse van de Ostracoda (mosselkreeftjes).

## Soorten
- Opimocythere betzi (Jennings, 1936) Hazel, 1968 †
- Opimocythere browni Hazel, 1968 †
- Opimocythere elonga Hazel, 1968 †
- Opimocythere emmae (Deroo, 1966) Swain, 1981 †
- Opimocythere gigantea (Puri, 1957) Hazel, 1968 †
- Opimocythere hazeli Smith (J. K.), 1978 †
- Opimocythere incisa (Apostolescu, 1957) Hazel, 1968 †
- Opimocythere interrasilis (Alexander, 1934) Hazel, 1968 †
- Opimocythere martini (Murray & Hussey, 1952) Hazel, 1968 †
- Opimocythere marylandica (Ulrich, 1901) Hazel, 1968 †
- Opimocythere miocenica (Puri, 1954) Hazel, 1968 †
- Opimocythere mississippiensis (Meyer, 1887) Hazel, 1968 †
- Opimocythere nanafaliana (Howe & Pyeatt in Howe & Garrett, 1934) Hazel, 1968 †
- Opimocythere pustulosa (Marliere, 1958) Hazel, 1968 †
- Opimocythere texana (Hazel & Paulson, 1964) Hazel, 1968 †
- Opimocythere verrucosa (Harris & Jobe, 1951) Hazel, 1968 †